# Alfdorf
Alfdorf ist eine Gemeinde im Rems-Murr-Kreis in Baden-Württemberg. Sie gehört zur Region Stuttgart (bis 1992 Region Mittlerer Neckar) und zur europäischen Metropolregion Stuttgart.

## Geographie

### Geographische Lage

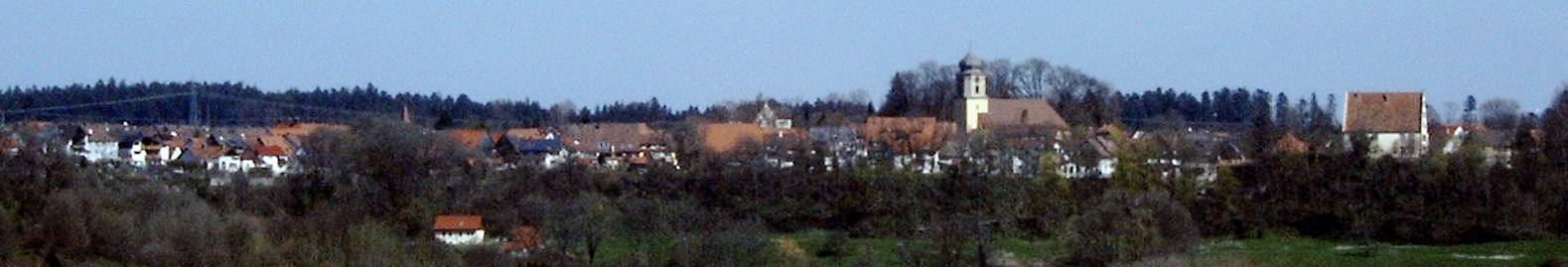
Panorama von Süden

Alfdorf liegt etwa zehn Kilometer nordwestlich von Schwäbisch Gmünd und 40 Kilometer nordöstlich von Stuttgart.
Das landschaftlich abwechslungsreiche Gemeindegebiet (Höhenlage von 308 bis 560 m über NN) liegt im Naturpark Schwäbisch-Fränkischer Wald mit Aussichtspunkten auf die Dreikaiserberge und zur Schwäbischen Alb und Tälern mit vielen Wassermühlen und ausgedehnten Wäldern. In unmittelbarer Umgebung befindet sich der Welzheimer Wald.

### Ausdehnung
Auf einer Gemeindefläche von ca. 6852 ha erstreckt sich die Gemeinde mit ihren über 70 Teilorten bzw. Ortsteilen von Adelstetten im Osten bis zum Tannhof im Westen, vom Haselbach im Süden bis Hellershof im Norden.

### Nachbargemeinden
An das Gebiet Alfdorfs grenzen im Norden Gschwend, im Osten Spraitbach, Durlangen und Mutlangen, im Süden Schwäbisch Gmünd und Lorch (alle Ostalbkreis), im Westen Plüderhausen, Urbach und Welzheim sowie im Nordwesten Kaisersbach (alle Rems-Murr-Kreis).

### Gemeindegliederung

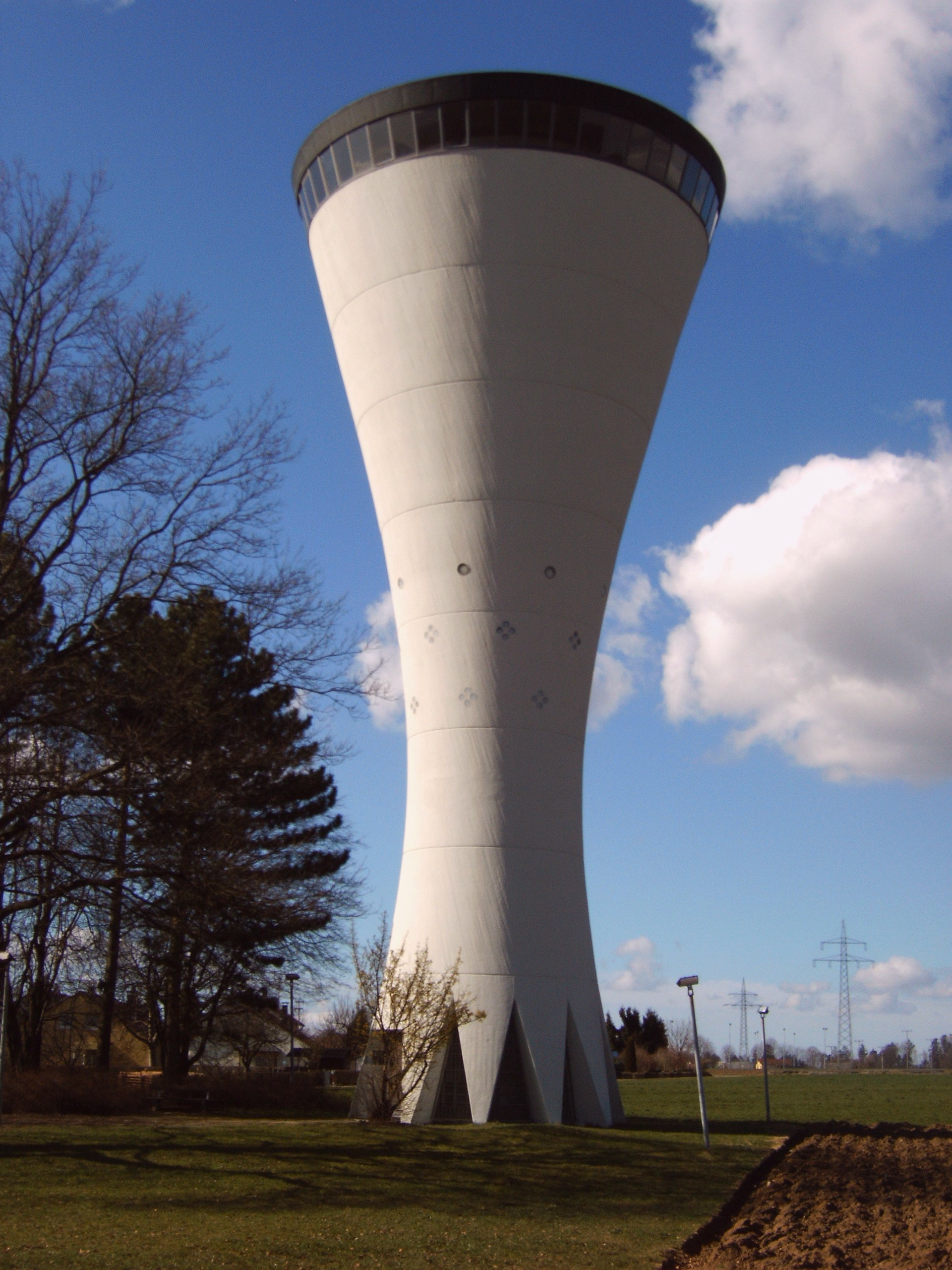
Wasserturm in Pfahlbronn

Die Gemeinde Alfdorf mit den Ortsteilen Alfdorf, Pfahlbronn, Rienharz und Vordersteinenberg besteht aus über 70 Dörfern, Weilern, Höfen und Häusern:
- Zum Ortsteil Alfdorf gehören das Dorf Alfdorf, die Weiler Bonholz und Haselbach sowie die Höfe Leinhalden, Maierhof, Maierhofer Sägmühle, Schölleshof, Strübelhof, Strübelmühle und Wannenhäuser[2] sowie die Wüstungen Haselhof[3][4] und die Untere Haselmühle.

- Zum Ortsteil Pfahlbronn gehören das Dorf Pfahlbronn, die Weiler Adelstetten, Brech, Buchengehren, Enderbach und Mittelweiler, die Höfe Gelbfritz, Greut, Haldenhof und Haselhof, die Leinecksmühle, Petershaldenhof,[5] Schenkhöfle und Strüthof, die Häuser Buchengehrener Sägmühle, Gehäuhaus, Pfahlbronner Mühle, Poppenholz und Voggenberger Sägmühle sowie die abgegangenen Orte Burg Leineck, Geiersweiler[6], Hirtenhäusle, Kühnenbach, Unterwetzler und Webersgehren.[7]

- Zum Ortsteil Rienharz gehört Rienharz, Weiler Brend, Burgholz, Haghof, Höldis, Mannholz und Voggenberg, die Höfe Burgholzhof, Döllenhof, Fritzhof, Hagmühle, Meuschenmühle, Niederheckenhof, Schmidhof und Schmidhöfle, Tannacker, Tannhof[8] sowie die Häuser Burgholzer Sägmühle, Haghofer Ölmühle, Mannholzer Ölmühle, Rienharzer Sägmühle,  Voggenbergmühle und die Wüstungen Höldiser Sägmühle, Mannholzer Sägmühle, Nibelgau und Östliche Burgholzer Sägmühle.

- Zum Ortsteil Vordersteinenberg gehören die Dörfer Vordersteinenberg, Hintersteinenberg und Kapf, die Weiler Bruckhof, Hellershof, Hüttenbühl,[9] Steinhaus,[10] Tennhöfle und Wahlenheim, die Höfe Deschenhof, Dornhalden, Greuthöfle, Greuthof, Hafental, Heinlesmühle, Kapffeldle, Pfahlenhof, Schotthof, Stixenhof, Vaihinghof, das Neuwirtshaus und die abgegangenen Siedlungen Eisenmühle,[11] Felgensägmühle,[12] Geren,[13] Krötenbachsägmühle, Vaihinghofer Sägmühle und Wahlenheimer Sägmühle.

In Alfdorf wird der Gemeinderat nach dem Verfahren der unechten Teilortswahl gewählt. Hierzu bilden die vier Ortsteile Alfdorf, Pfahlbronn, Rienharz und Vordersteinenberg Wohnbezirke im Sinne der baden-württembergischen Gemeindeordnung.

### Flächenaufteilung
Nach Daten des Statistischen Landesamtes, Stand 2014.

### Klima
Der Jahresniederschlag beträgt 1044 mm. Die Niederschläge sind hoch und liegen im oberen Viertel der in Deutschland erfassten Werte. An 87 % der Messstationen des Deutschen Wetterdienstes werden niedrigere Werte registriert. Der trockenste Monat ist der Februar, die meisten Niederschläge fallen im Juni. Im Juni fallen 1,6 mal mehr Niederschläge als im Februar. Die Niederschläge variieren stark. An 71 % der Messstationen werden niedrigere jahreszeitliche Schwankungen registriert.

### Bevölkerungsstruktur
Der Ausländeranteil beträgt 6,4 %.
6610 der 7062 Einwohner Alfdorfs sind durch das Statistische Landesamt als Einwohner deutscher Herkunft ausgeschrieben. 452 Einwohner seien ausländischer Herkunft.

## Geschichte

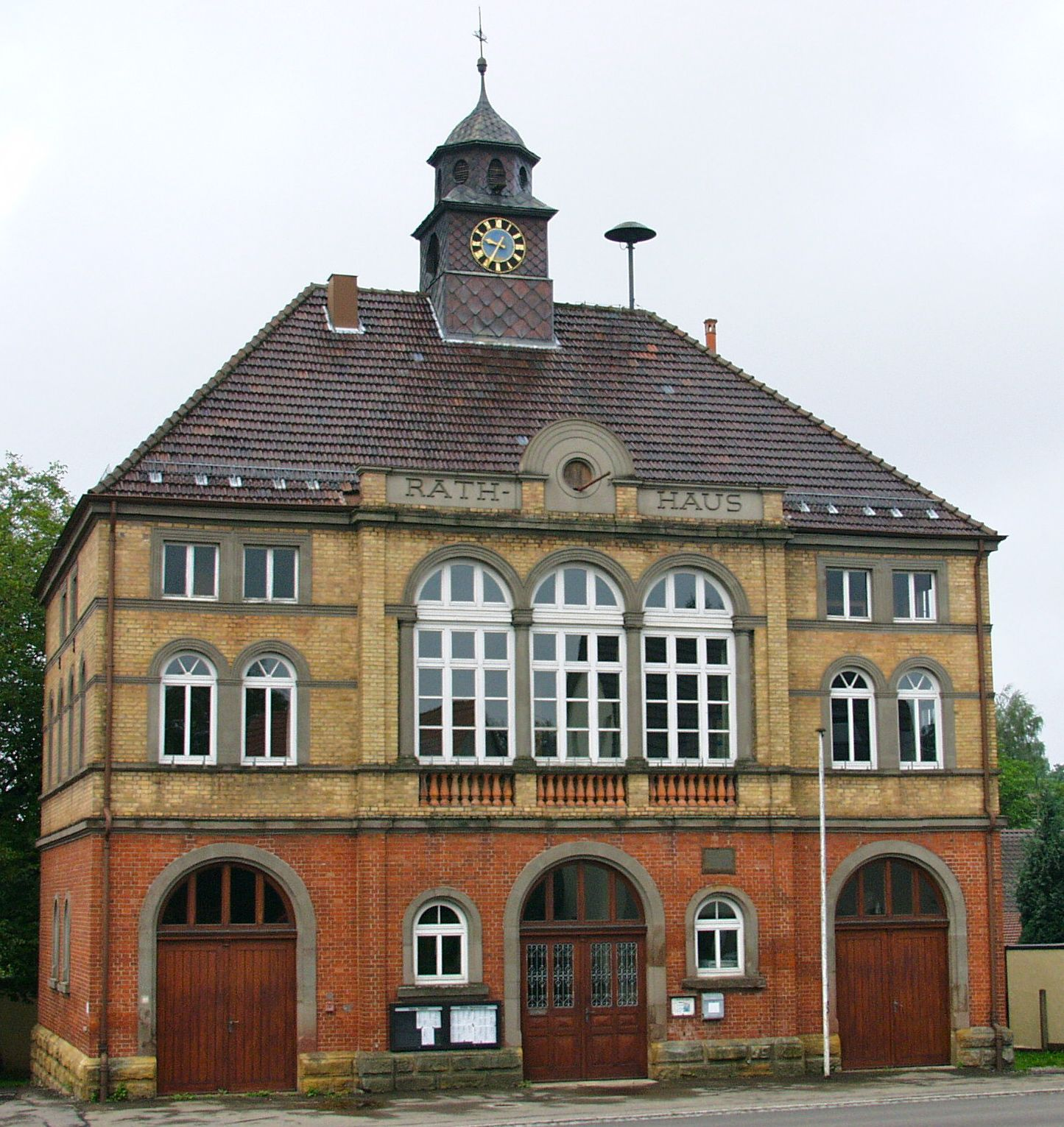
Ehemaliges Rathaus von Pfahlbronn

Die Römer errichteten ab dem Jahr 150 nach Christus zwischen dem Rhein bei Koblenz und der Donau bei Regensburg den Obergermanisch-Raetischen Limes. Diese Grenzlinie zu den Germanen durchzog auch den Westen des heutigen Gemeindegebiets von Alfdorf. Vom Nordnordwesten führte der Limes in schnurgerader Linie auf einer Länge von 80 Kilometern aus der Nähe von Walldürn im Odenwald bis zum Alfdorfer Ortsteil Haghof, wo er zunächst abrupt nach Osten abknickte und kurz vor dem benachbarten Alfdorfer Ortsteil Pfahlbronn erneut nach Süden schwenkte, um dann dem Remstal bei Lorch zuzustreben. Die nächsten Kastelle lagen im heutigen Stadtgebiet von Welzheim (im Norden) und Lorch (im Süden). Auf dem Gemeindegebiet von Alfdorf errichteten die Römer entlang des Limes mehrere Wachttürme, die Grundmauern einiger davon sind noch erhalten.
Die Siebzehner bei Welzheim sind 17 Bauernhöfe von Altersberg, Nardenheim, Seelach, Hintersteinenberg, Vordersteinenberg, Deschental, Wighartsreute (der heutige Schafhof bei Welzheim), Kapf und Krettenbach, die heute zu Alfdorf und Gschwend gehören. Einer weit verbreiteten, jedoch widerlegten Legende zufolge besaßen sie im späten Mittelalter eine eigene Gerichtsbarkeit einschließlich eigener Richtstätte.

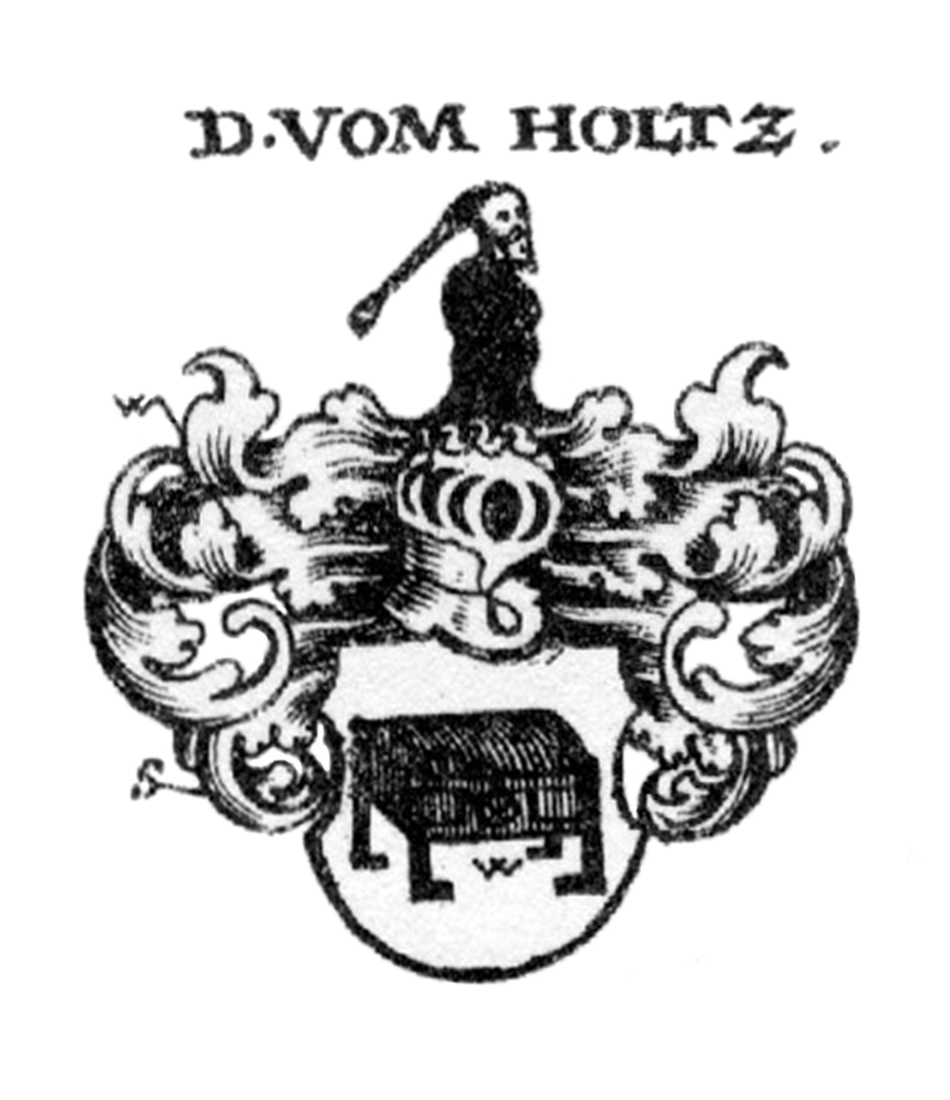
Wappen derer vom Holtz, die bis 1805 Inhaber der Ortsherrschaft waren

Alfdorf ist in der Älteren Ausbauzeit entstanden und wurde erstmals 1143 urkundlich erwähnt, als Bischof Walther von Augsburg eine Stiftung an das Kloster Anhausen an der Brenz bestätigt; dieser Besitz ging 1327 an das Kloster Lorch.
Beim Dorf Pfahlbronn liegen in einer Südschlinge der Lein am unteren Hang des Bergsporns und gleich nördlich der Leinecksmühle die Überreste der Burg Leineck. Das Adelsgeschlecht derer von Leineck ist schon früh erloschen. Anschließend kam die Burg an die Herren von Rinderbach, von Waldhausen und von Sachsenheim, ehe sie an die Äbte des Klosters Lorch fiel. Zu Beginn des 17. Jahrhunderts wurde die baufällige Burg nicht mehr bewohnt und stürzte teilweise ein; Im 19. Jahrhundert standen noch zwei Türme der Burg, die nach 1845 ebenfalls einstürzten.
Bis 1805 war Alfdorf ritterschaftliches Gut der Familie vom Holtz (seit 1628) im Ritterkanton Kocher. 1805 kam Alfdorf unter die alleinige Oberherrschaft Württembergs und wurde 1807 zunächst dem Oberamt Gmünd und 1810 schließlich dem Oberamt Welzheim zugeordnet.
Die Verwaltungsreform während der NS-Zeit in Württemberg führte 1938 zur Zugehörigkeit zum Landkreis Schwäbisch Gmünd. 1945 wurde der Ort Teil der Amerikanischen Besatzungszone und gehörte somit zum neu gegründeten Land Württemberg-Baden, das 1952 im jetzigen Bundesland Baden-Württemberg aufging.
Die heutige Gemeinde entstand am 1. Januar 1972 durch Vereinigung der Gemeinden Alfdorf, Pfahlbronn und Vordersteinenberg.
Durch die Kreisreform in Baden-Württemberg kam Alfdorf 1973 zum neu gebildeten Rems-Murr-Kreis. Für diesen Beschluss wurde im Landtag von Baden-Württemberg 1971 eine Mehrheit von 56 zu 55 Stimmen festgestellt.

## Politik

### Gemeinderat
Der Gemeinderat in Alfdorf hat 22 Mitglieder. Der Gemeinderat besteht aus den gewählten ehrenamtlichen Gemeinderäten und dem Bürgermeister als Vorsitzendem. Der Bürgermeister ist im Gemeinderat stimmberechtigt. Die Kommunalwahl am 9. Juni 2024 führte zu folgendem Endergebnis:
| Parteien und Wählergemeinschaften | Parteien und Wählergemeinschaften           | % 2024 | Sitze 2024 | % 2019 | Sitze 2019 |
| --------------------------------- | ------------------------------------------- | ------ | ---------- | ------ | ---------- |
| FW                                | Freie Wähler                                | 56,4   | 10         | 55,1   | 12         |
| CDU                               | Christlich Demokratische Union Deutschlands | 15,0   | 3          | 23,7   | 5          |
| UB                                | Unabhängige Bürger                          | 28,6   | 5          | 21,3   | 5          |
| Gesamt                            | Gesamt                                      | 100 %  | 18         | 100 %  | 22         |
| Wahlbeteiligung                   | Wahlbeteiligung                             | 66,5 % | 66,5 %     | 65,0 % | 65,0 %     |

### Wappen der Ortsteile

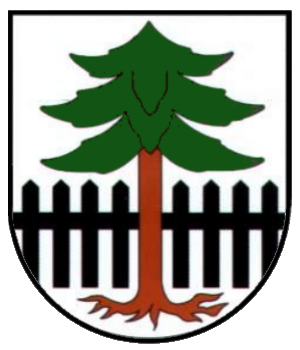
Pfahlbronn
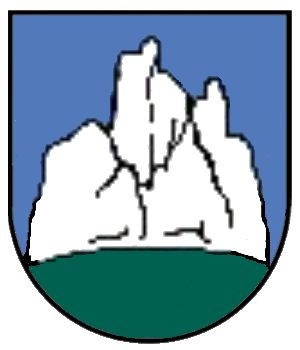
Vordersteinenberg
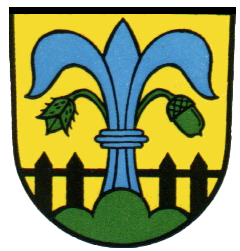
Alfdorf (ab 1980)

### Städtepartnerschaften
Am 12. August 2011 sind Alfdorf und die ungarische Gemeinde Hosszúhetény eine Partnerschaft eingegangen, am 2. Oktober 2011 wurde außerdem mit der Thüringer Gemeinde Reinstädt eine Partnerschaft geschlossen.

## Kultur und Sehenswürdigkeiten

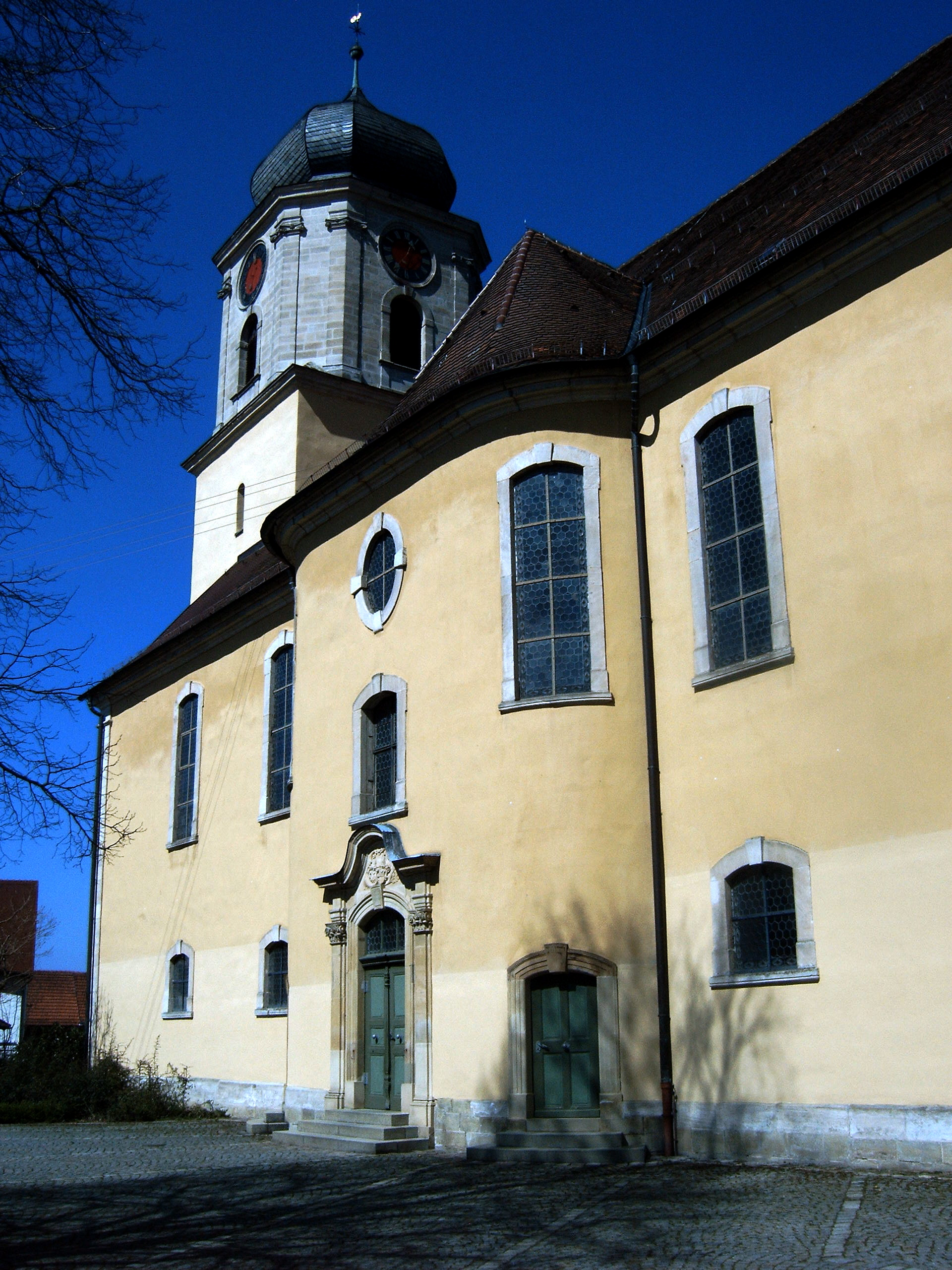
Stephanuskirche

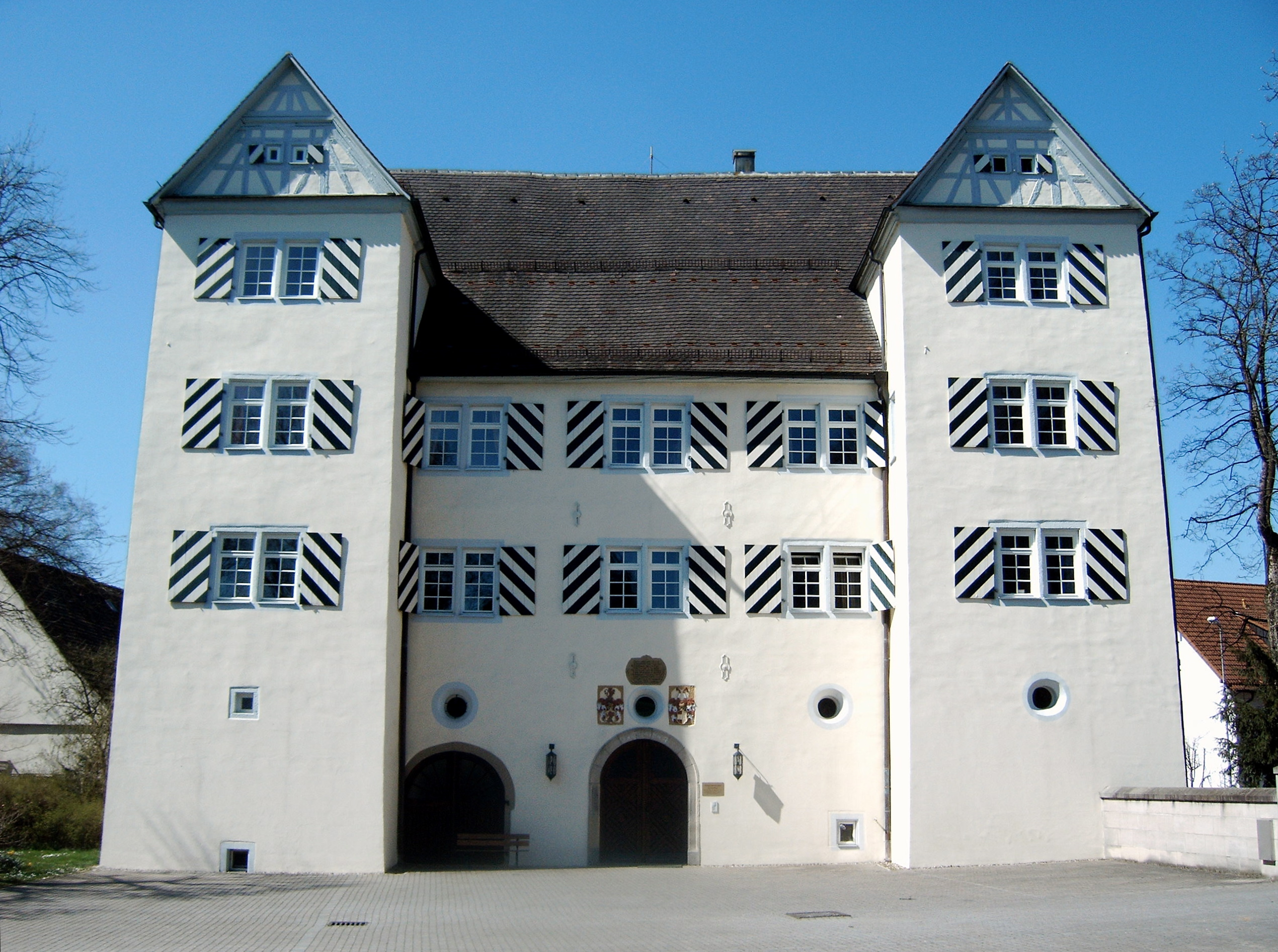
Oberes Schloss (Rathaus)

### Bauwerke
Auf dem Gebiet der Gemeinde Alfdorf endet in der Nähe des Haghofs ein in Walldürn beginnendes, ca. 81 km langes, schnurgerade südsüdöstlich laufendes Teilstück des Obergermanisch-Raetischen Limes, der zum UNESCO-Welterbe gehört. Entlang der Trasse der alten Grenze kann der Wanderer auf dem Limes-Wanderweg (HW 6) des Schwäbischen Albvereins den Spuren der Römer folgen. Auch der Mühlenwanderweg führt durch das Alfdorfer Gemeindegebiet und berührt hier etliche historische Mühlen, darunter die Heinlesmühle, die Voggenbergmühle und die Vaihinghofer Sägmühle, die im Volksmund auch Hummelgautsche genannt wird. 

#### Meuschenmühle
→ Hauptartikel: Meuschenmühle
Ebenfalls auf dem Wanderweg liegt die Meuschenmühle, die 1787 errichtet wurde. Das Fachwerk des Mühlengebäudes wurde im Jahr 2019 restauriert, ebenso das Mühlrad. Der Betrieb wurde 1970 eingestellt. Dennoch ist ein Teil der Mühleneinrichtung noch funktionstüchtig und kann besichtigt werden.

#### Stephanuskirche
→ Hauptartikel: Stephanuskirche
Eine weitere Sehenswürdigkeit ist die im Jahr 1776 fertiggestellte Stephanuskirche von Baumeister Johann Michael Keller.

#### Oberes Schloss
→ Hauptartikel: Oberes Schloss Alfdorf
Das Neue Schloss, auch Obere Schloss genannt, steht im Schlosspark und ist heute Sitz der Gemeindeverwaltung. Es gehörte einst den Freiherren vom Holtz.  

#### Unteres Schloss
→ Hauptartikel: Unteres Schloss Alfdorf
Das Alte, besser Unteres Schloss genannt, wurde um 1550 am Rande des Schweizertals erbaut. Bauherren waren die Herren von Neuhausen und fiel später an die Freiherren vom Holtz, die es bis heute bewohnen. 

#### Schloss Adelstetten (abgegangen)
→ Hauptartikel: Schloss Adelstetten
Im Ortsteil Adelstetten befand sich früher das kleine Schloss Adelstetten. Es gehörte den Herren von Eltershofen, vom Holtz, den Herren Schilling von Cannstatt und den Freiherren von Tunderfeld-Rhodis. Die Familie verkaufte das Schlösschen 1780 an die Geheimrätin von Kauffenberg, geborene von Uechtritz, die in der Folgezeit das Gut zerstückelte. 1794 wurde das Schlösschen an einen Bauern verkauft. Im 19. Jahrhundert diente das Schloss als Gastwirtschaft und Bierbrauerei, ehe es schließlich in den 1960er Jahren abgerissen wurde. An das Anwesen erinnert seitdem nur noch die Schloßgasse.

#### Ehemaliges Heimatmuseum
Im Mitte des 19. Jahrhunderts erbauten Gebäude Obere Schlossstraße 43 befand sich bis Ende der 2000er Jahre ein privat betriebenes Heimatmuseum.

### Kunstgewerbe
Alfdorf besitzt eine lange Tradition im Töpferhandwerk. In dessen Blütezeit lieferten Alfdorfer Töpfereien ihre Ware auch an den Hof nach Stuttgart. Bis heute wird das alte Handwerk in traditioneller Form betrieben.

### Regelmäßige Veranstaltungen
- Alfdorfer Straßenfest (September)
- Alfdorfer Lichtermarkt (November)

## Wirtschaft und Infrastruktur

### Verkehr
Alfdorf liegt im Bereich des Verkehrs- und Tarifverbundes Stuttgart und gehört zum Verbundtarif OstalbMobil. Die nächsten Bahnhöfe sind Lorch (Württ) und Schwäbisch Gmünd an der Remsbahn (Stuttgart–Aalen), acht bzw. zwölf Kilometer von Alfdorf entfernt. Landesstraßen stellen die Verbindung zum überregionalen Straßennetz her (B 14 in Backnang bzw. Waiblingen, B 29 in Lorch bzw. Schwäbisch Gmünd und A 7 bei Aalen, durch Zubringer B 29).

### Ansässige Unternehmen

Standort Alfdorf von TRW Automotive

Das Unternehmen ZF Friedrichshafen AG beschäftigt in Alfdorf rund 1800 Mitarbeiter.
Die in Alfdorf ansässige Astorplast Klebetechnik GmbH produziert seit 1962 technische Haftklebebänder. Sie beschäftigte 2023 rund 190 Mitarbeiter.

### Bildung
In Alfdorf gibt es eine Grund- und Hauptschule mit Werkrealschule. In den Teilorten Pfahlbronn und Hellershof gibt es Grundschulen. Die nächsten Realschulen und Gymnasien befinden sich in Welzheim, Lorch und Mutlangen. In Alfdorf gibt es neun Kindergärten, eine Musikschule und eine Volkshochschule.
Im Februar 2024 wurde bekannt, dass die Werkrealschule Schlossgartenschule zum Ende des Schuljahres 2023/24 schließen wird.
Sie wird nach dem Schuljahr 2024/2025 vollständig aufgelöst.

### Religion
In Alfdorf gibt es eine evangelische Kirche (St. Stephanus-Kirche), eine katholische Kirche (St. Clemens Maria Hofbauer), eine neuapostolische Kirche, eine evangelisch-methodistische Kirche, die Volksmission Alfdorf und die Apis (Altpietisten).
Weil Alfdorf lange zu Württemberg gehörte, waren die meisten Alfdorfer evangelisch. 
Nach dem Zweiten Weltkrieg kamen ab 1945 neben evangelischen auch katholische 
Heimatvertriebene nach Alfdorf. 1952 wurde die nach Clemens Maria Hofbauer benannte katholische Kirche eingeweiht.

### Ansässige Vereine
Der TSV 1921 Alfdorf wurde am 15. März 1921 als Turnverein Alfdorf gegründet. Er baute 1927 eine Turn- und Festhalle, die auch von Schulen und anderen Vereinen genutzt wurde. Diese ging allerdings 1935 in das Eigentum der Gemeinde über. 1947 wurde der Verein unter dem heutigen Namen neu gegründet. 1952 trennte sich die Fußballabteilung als FC Alfdorf ab, deren Männerabteilung zur Saison 2023/2024 in der Kreisliga A1 spielt. 
Zu den Sportanlagen in Alfdorf zählen eine Turn- und Festhalle, eine Mehrzweckhalle, eine Ballspielhalle, ein Stadion mit Tartanbahn und mehrere Tennisplätze. Zu den Sportanlagen in Pfahlbronn zählen zwei Rasenplätze, mehrere Tennisplätze, sowie das Vereinsheim der Bundesligamannschaft der Tauziehfreunde Pfahlbronn. Zu den Sportanlagen in Hintersteinenberg zählen zwei Rasenplätze, zwei Tennisplätze und das Vereinsheim des Sportvereins Hintersteinenberg.

## Ortsneckname
In den umliegenden Gemeinden wurde Alfdorf früher scherzhaft Bääredorf (Bärendorf) und die Einwohner Bääre (Bären) genannt. Hintergrund für diesen Spottnamen ist eine alte Wandersage, nach der die Alfdorfer von einem Hund, den sie fälschlicherweise für einen Bären hielten, in die Flucht geschlagen worden sein sollen.
Die Einwohner von Pfahlbronn wurden früher Pfahlstecher genannt.

## Aus dem Sagenschatz
Beim Stixenhof steht ein uraltes, verwittertes Steinkreuz. Über das Sühnekreuz kursieren zwei Sagen: Nach der einen Erzählung sollen sich an dieser Stelle zwei Männer mit Prügeln totgeschlagen haben und müssten nun als Strafe als Wiedergänger dort umhergehen. Nach der anderen Sage wurde das Kreuz im Dreißigjährigen Krieg errichtet, nachdem sich an dieser Stelle zwei Burschen im Streit um ein gestohlenes Laib Brot gegenseitig umgebracht hatten.

## Bilder aus Alfdorf

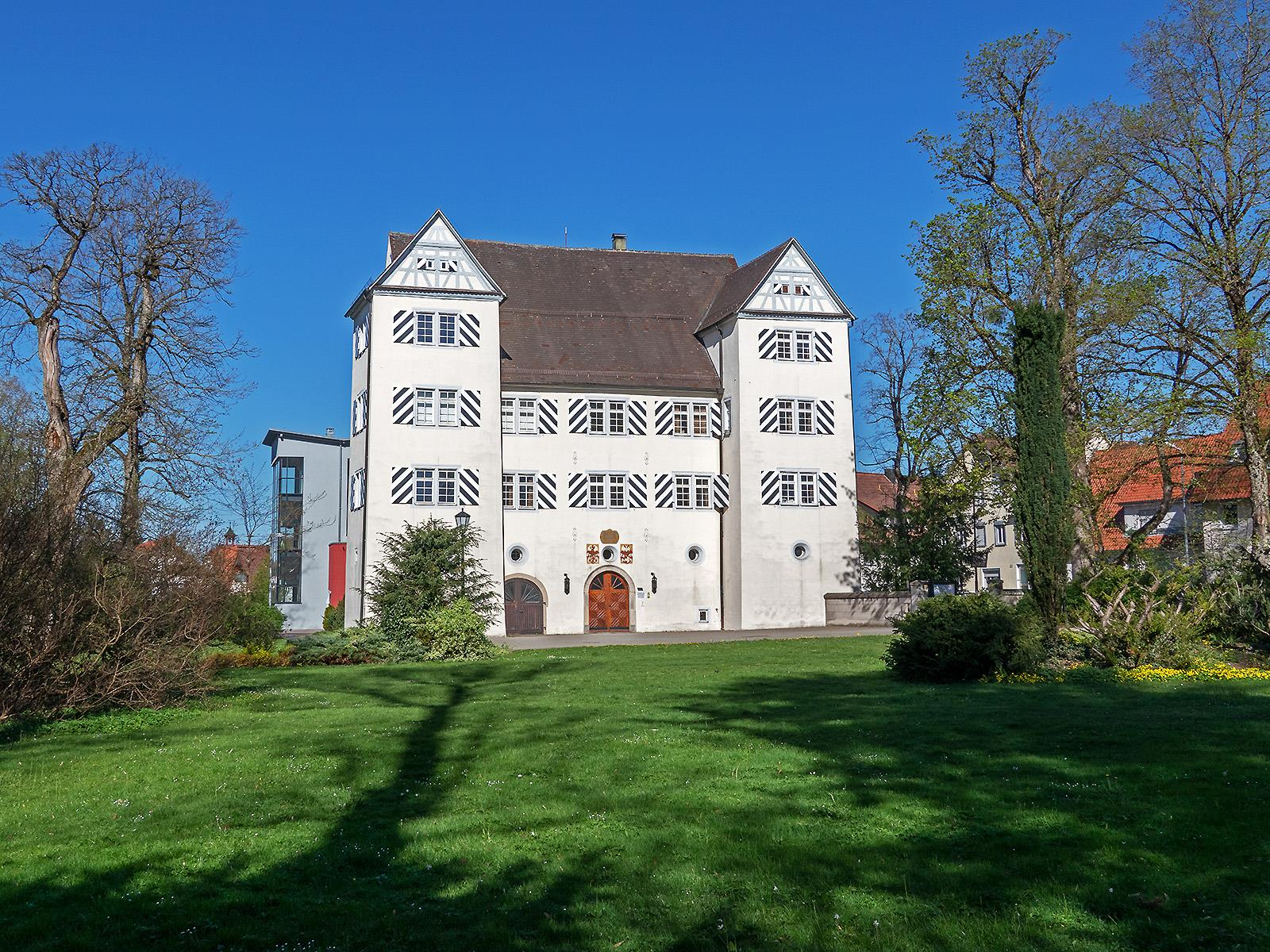
Oberes Schloss Alfdorf mit Schlossgarten
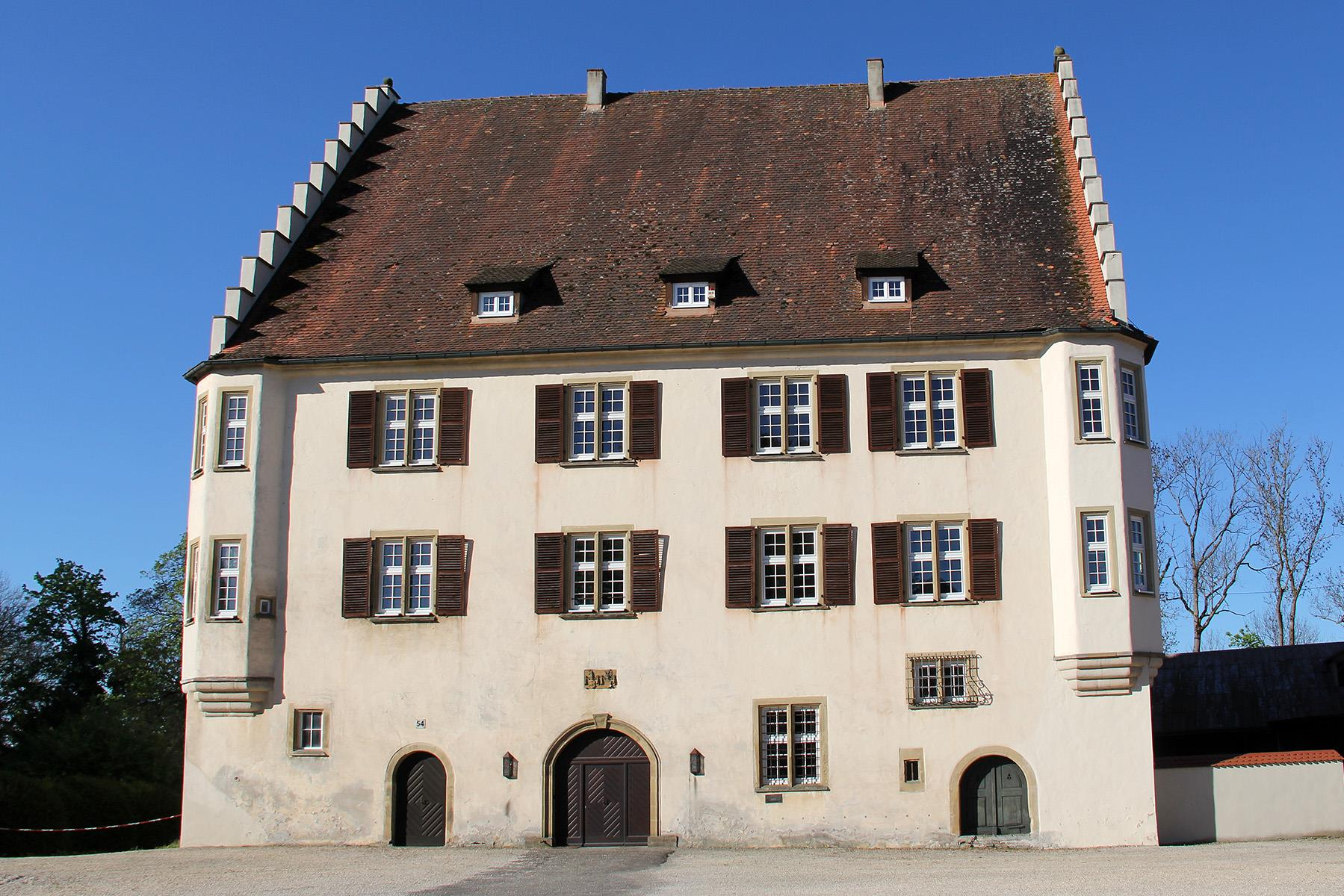
Unteres Schloss, Wohnsitz der Familie vom Holtz
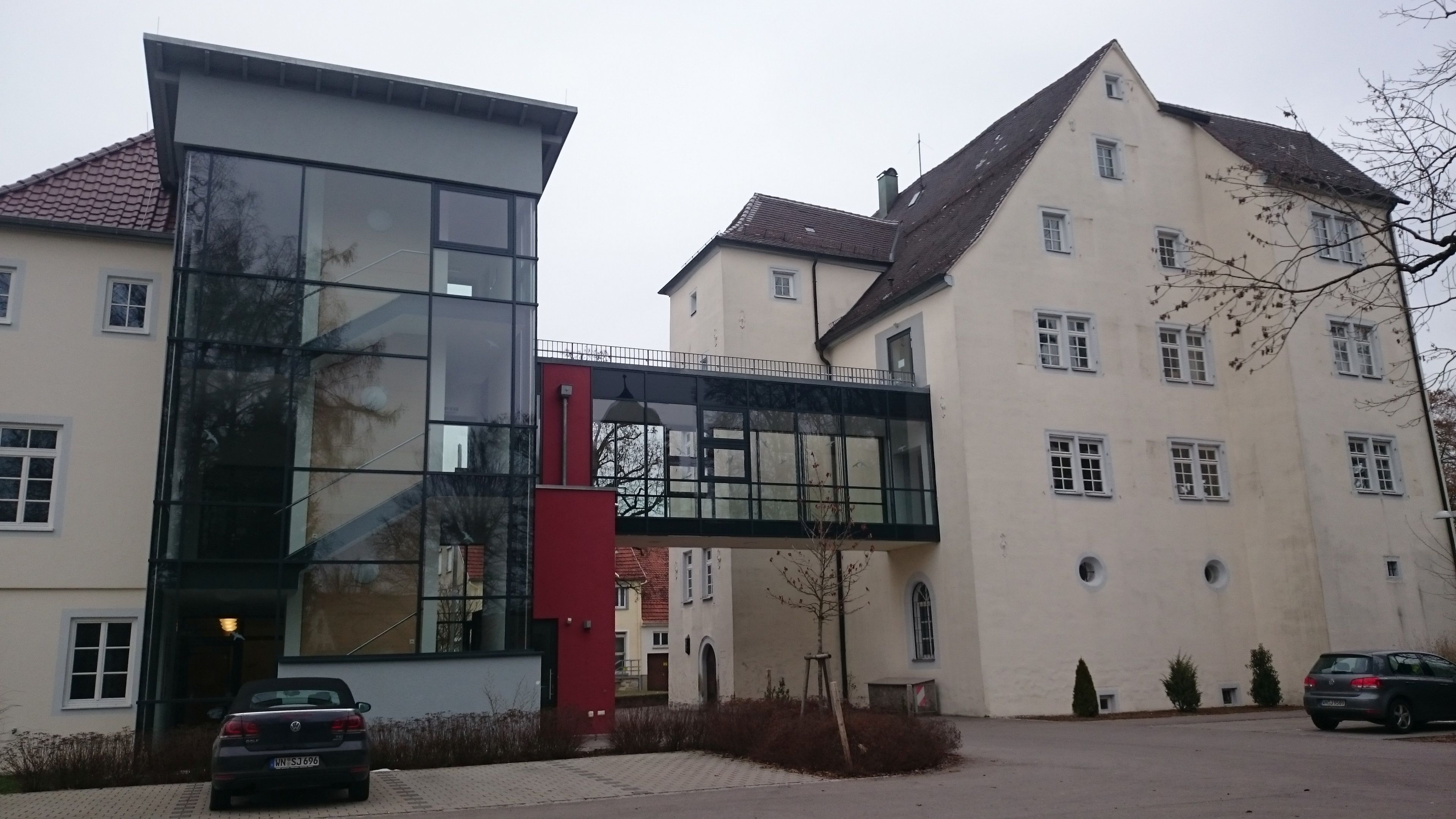
Neues Rathaus Alfdorf mit Durchgang
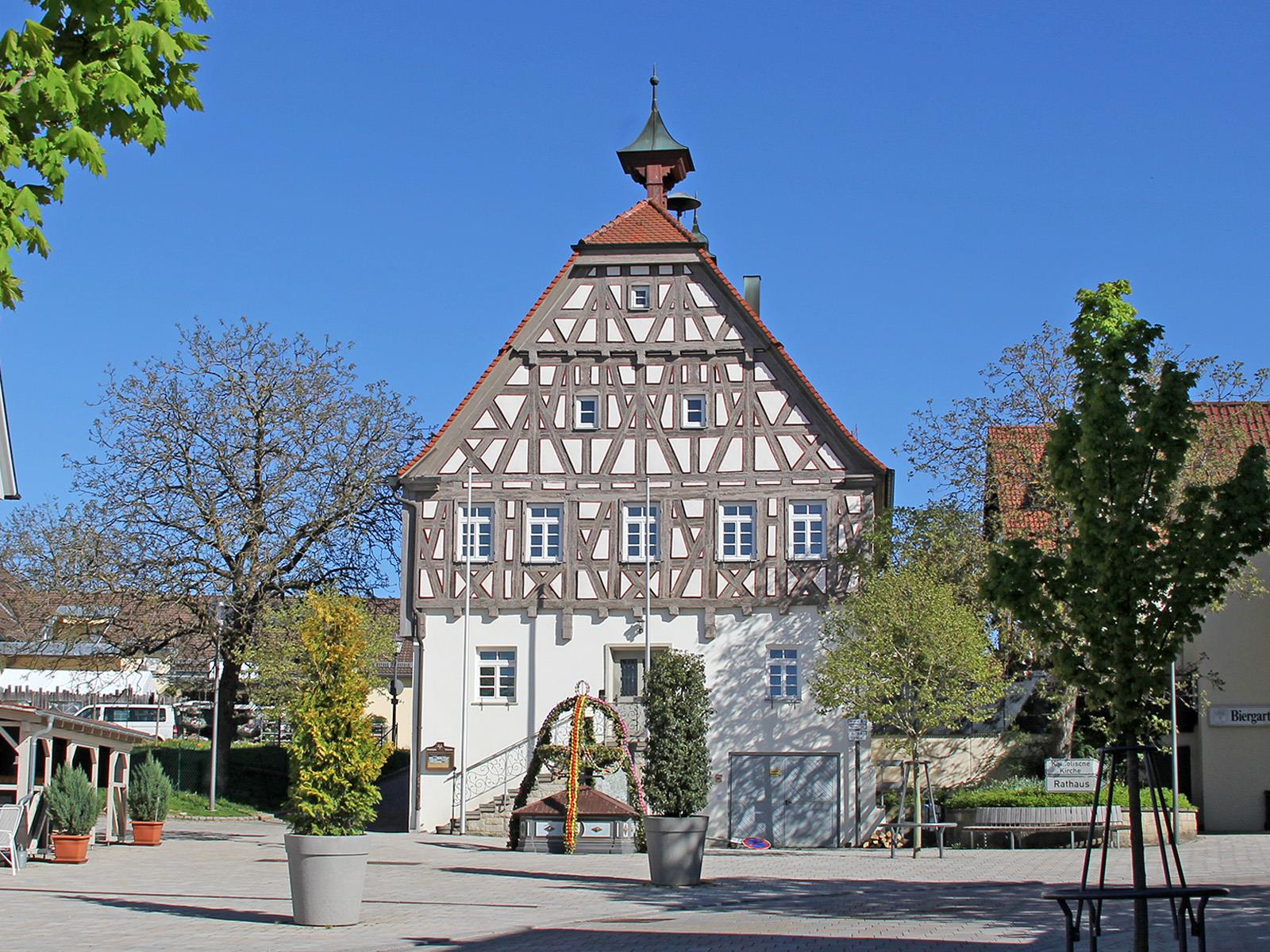
Altes Rathaus
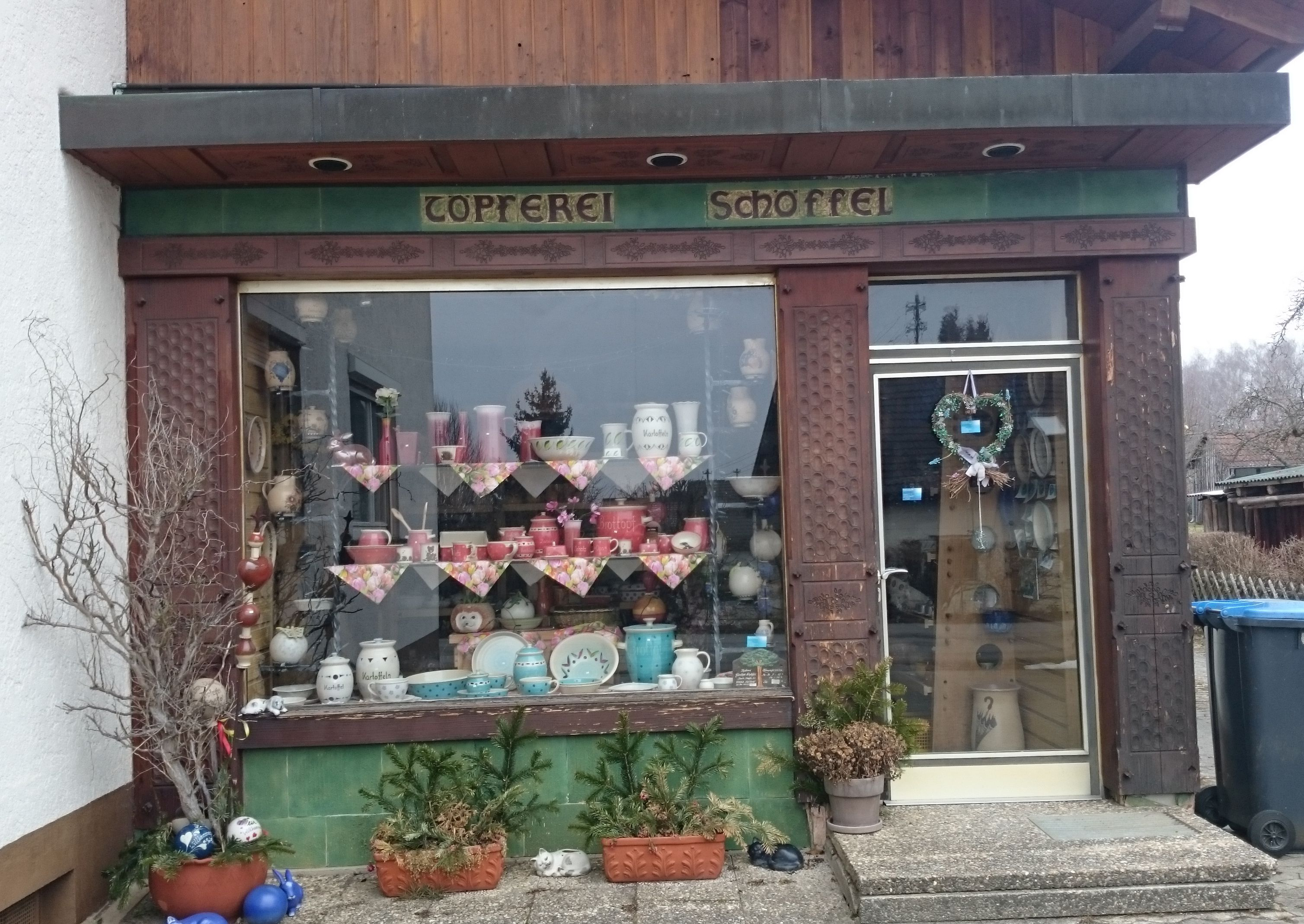
Töpferei Schöffel
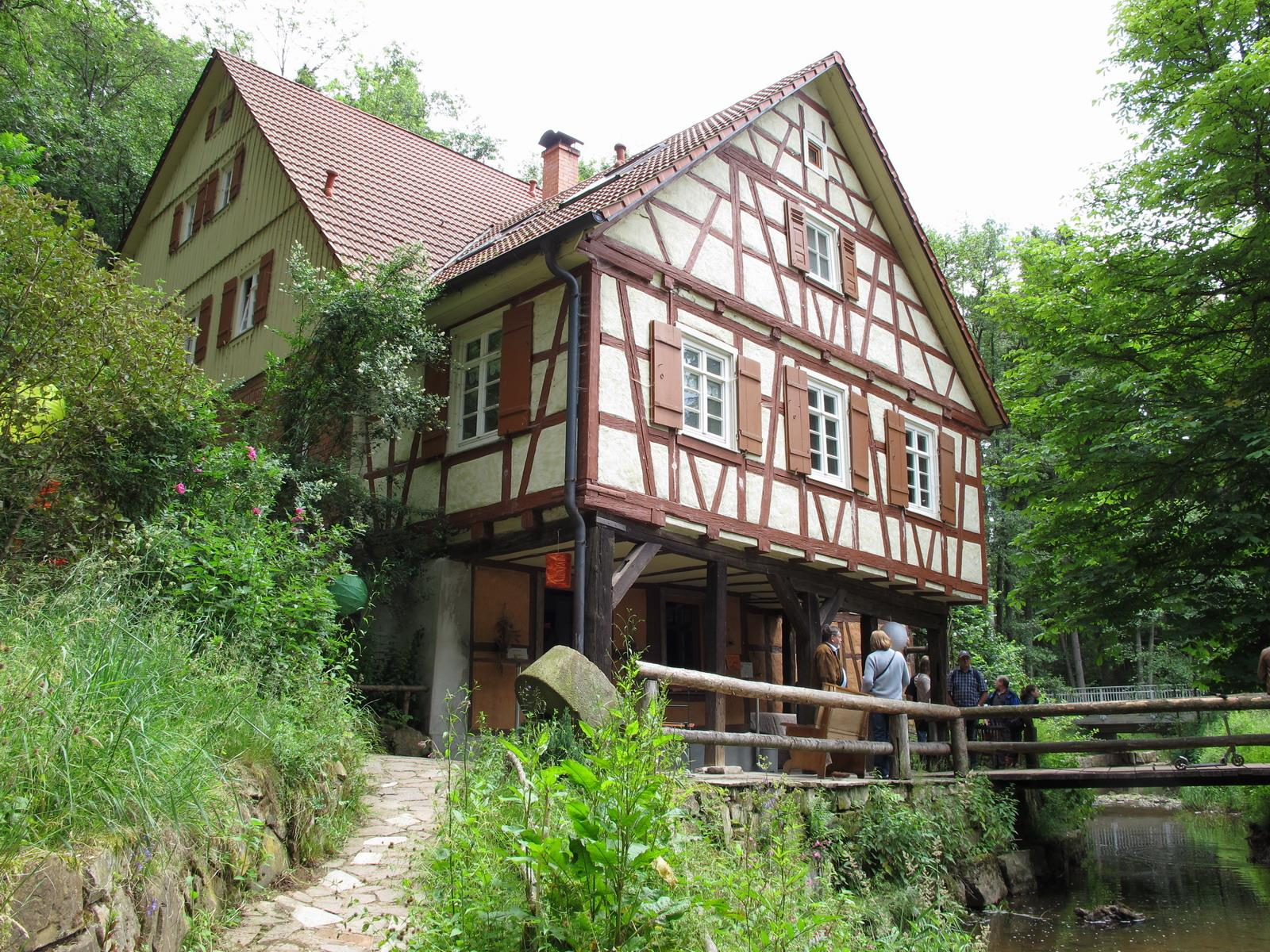
Die Hagmühle
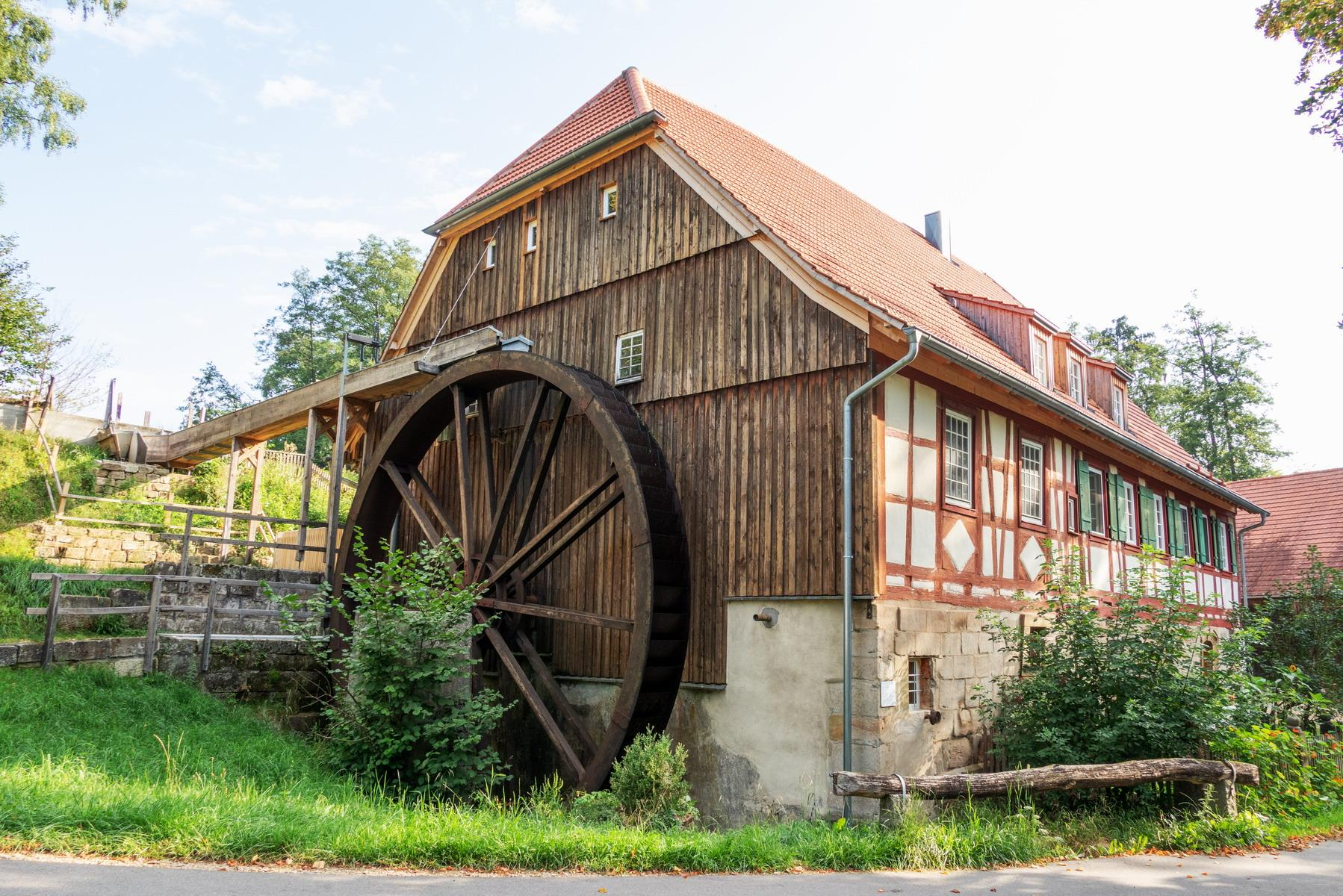
Die Meuschenmühle
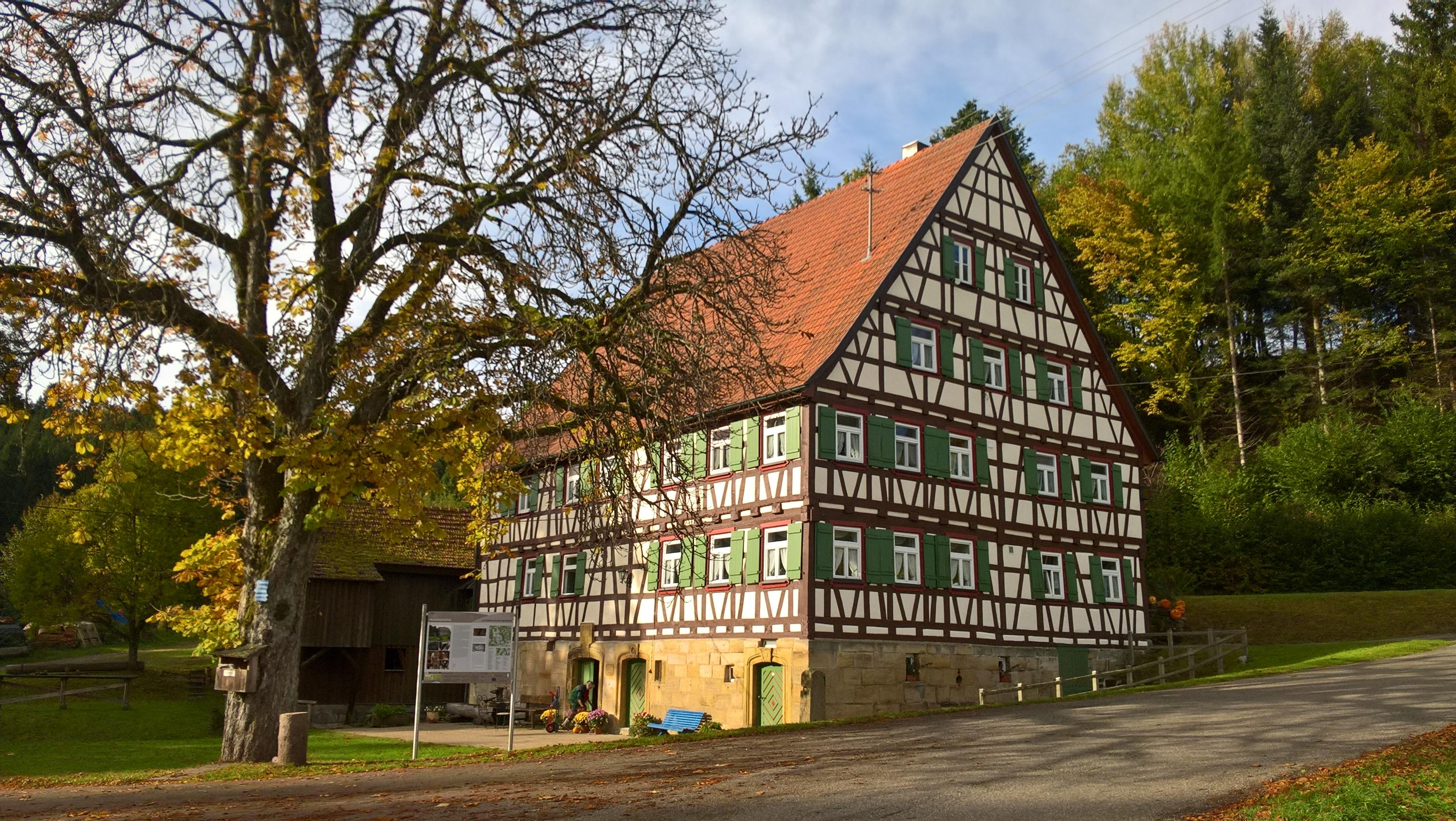
Die Heinlesmühle
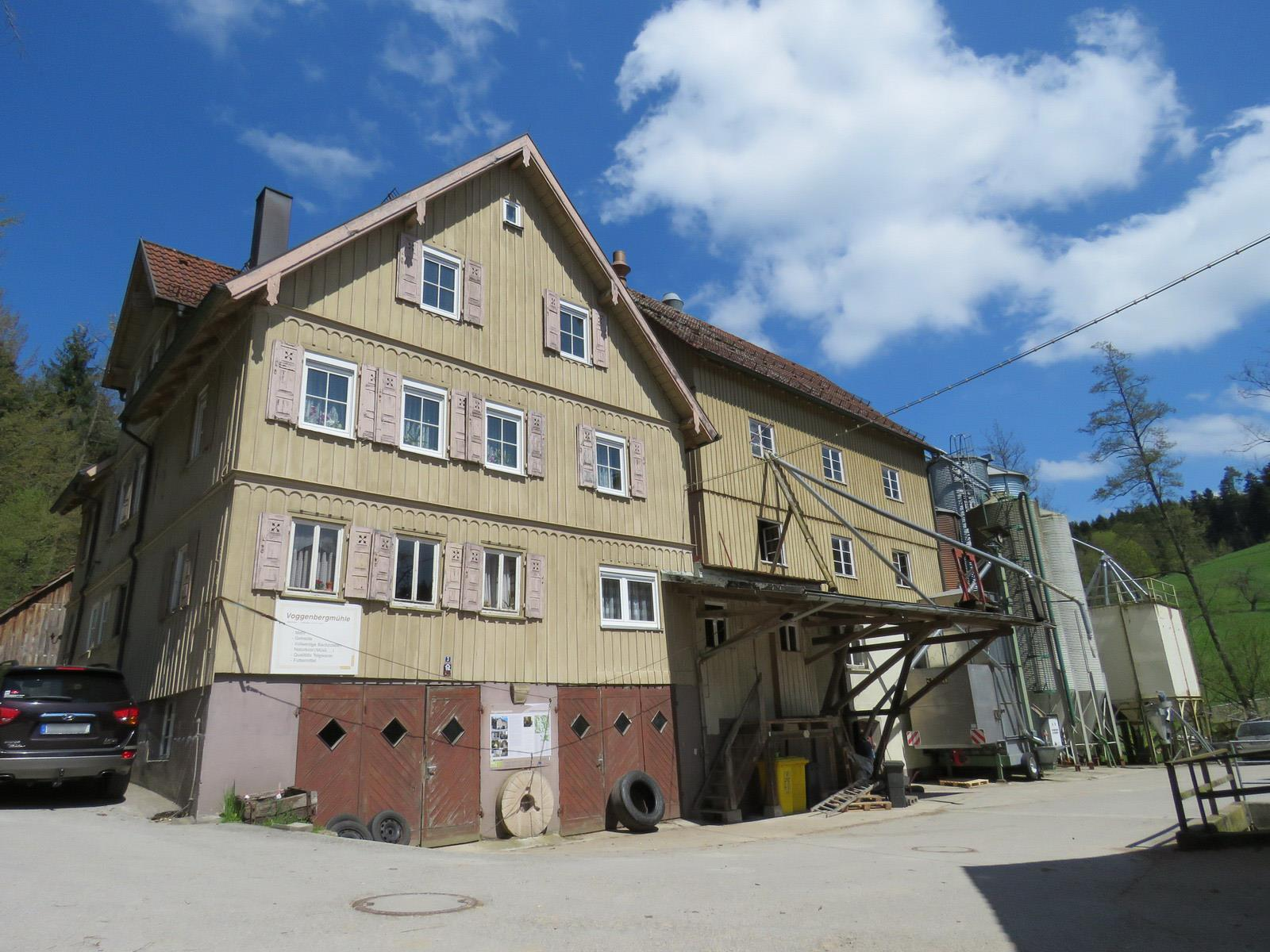
Die Voggenbergmühle
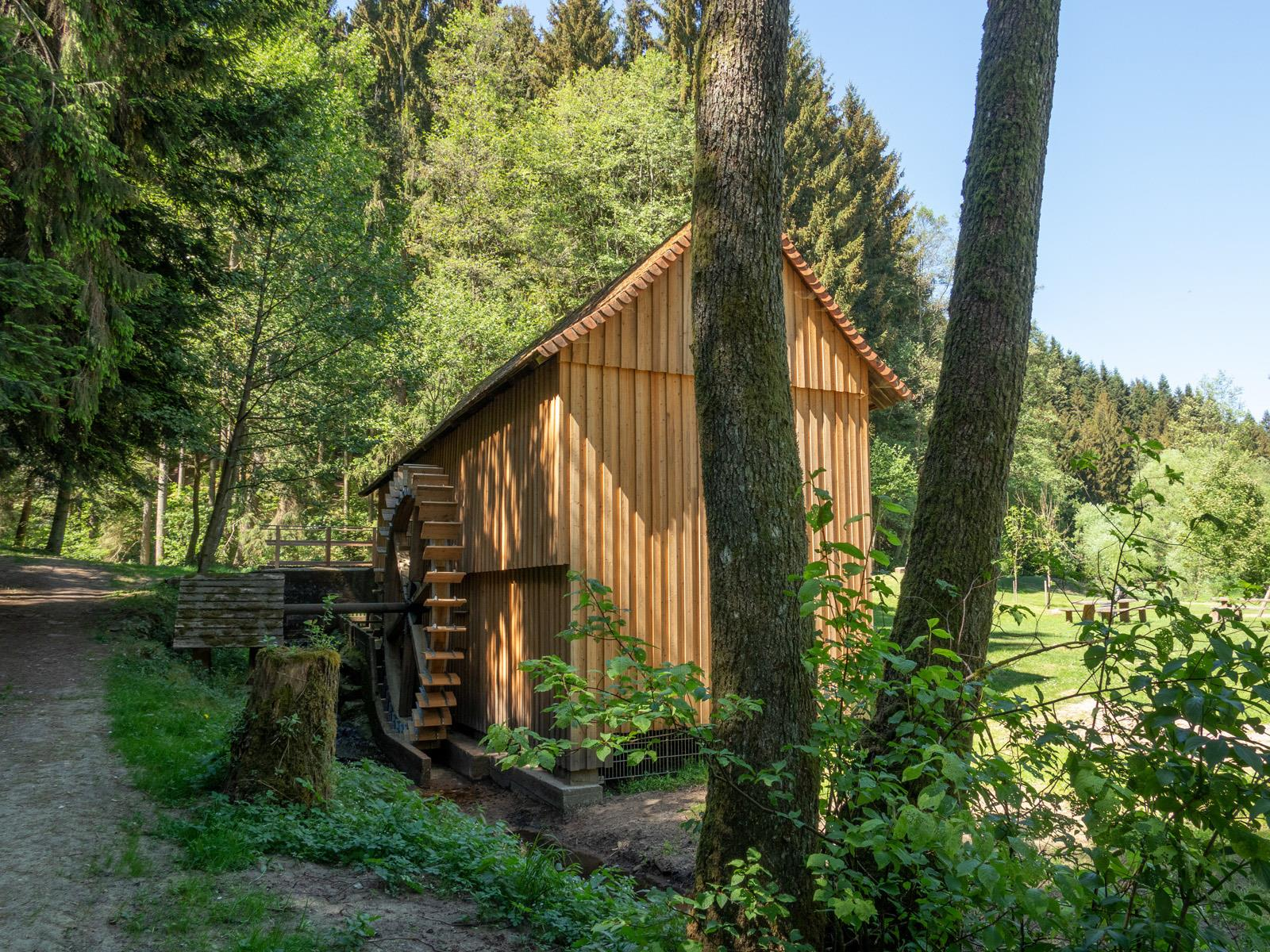
Vaihinghofer Sägmühle
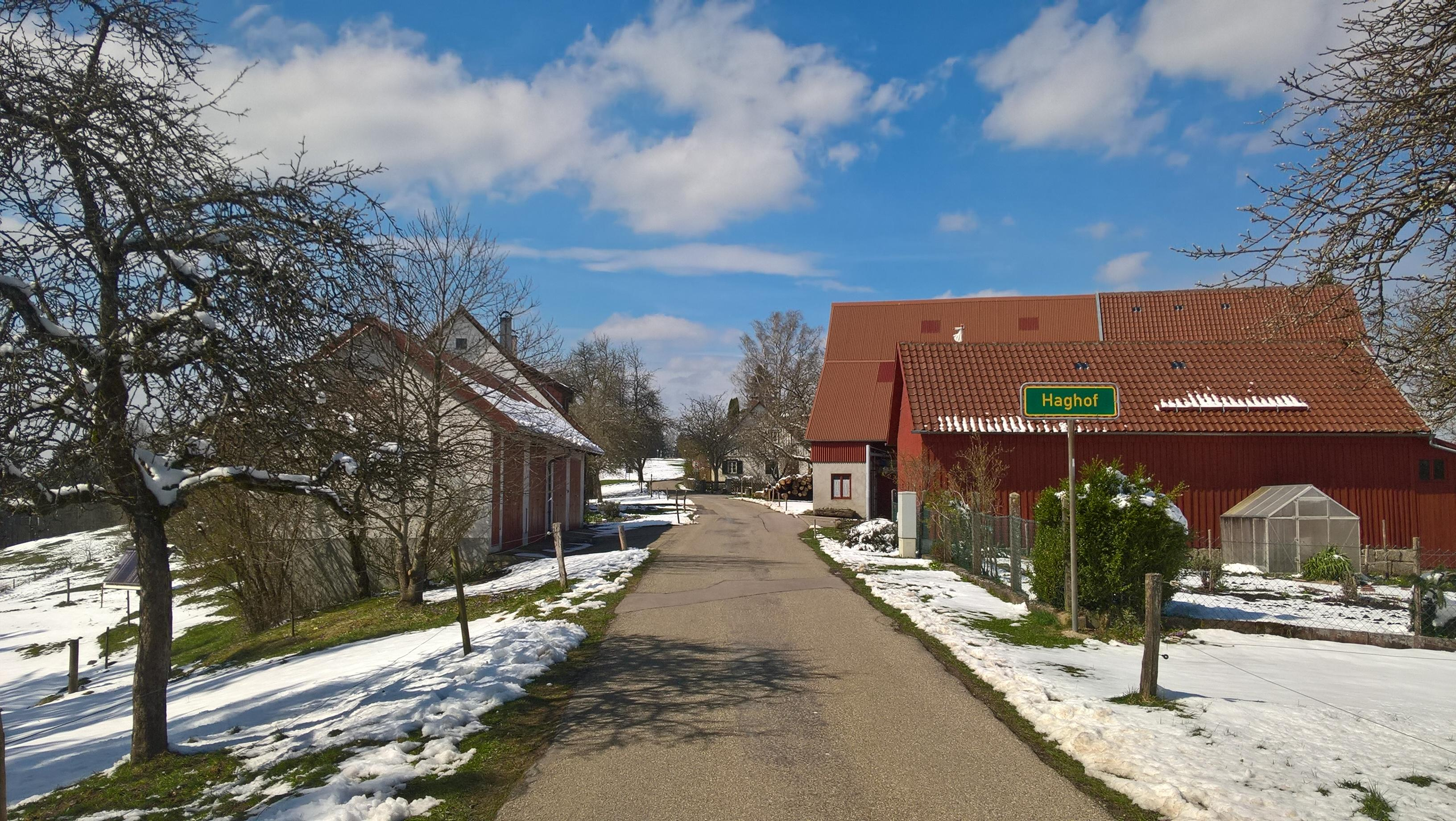
Der Haghof
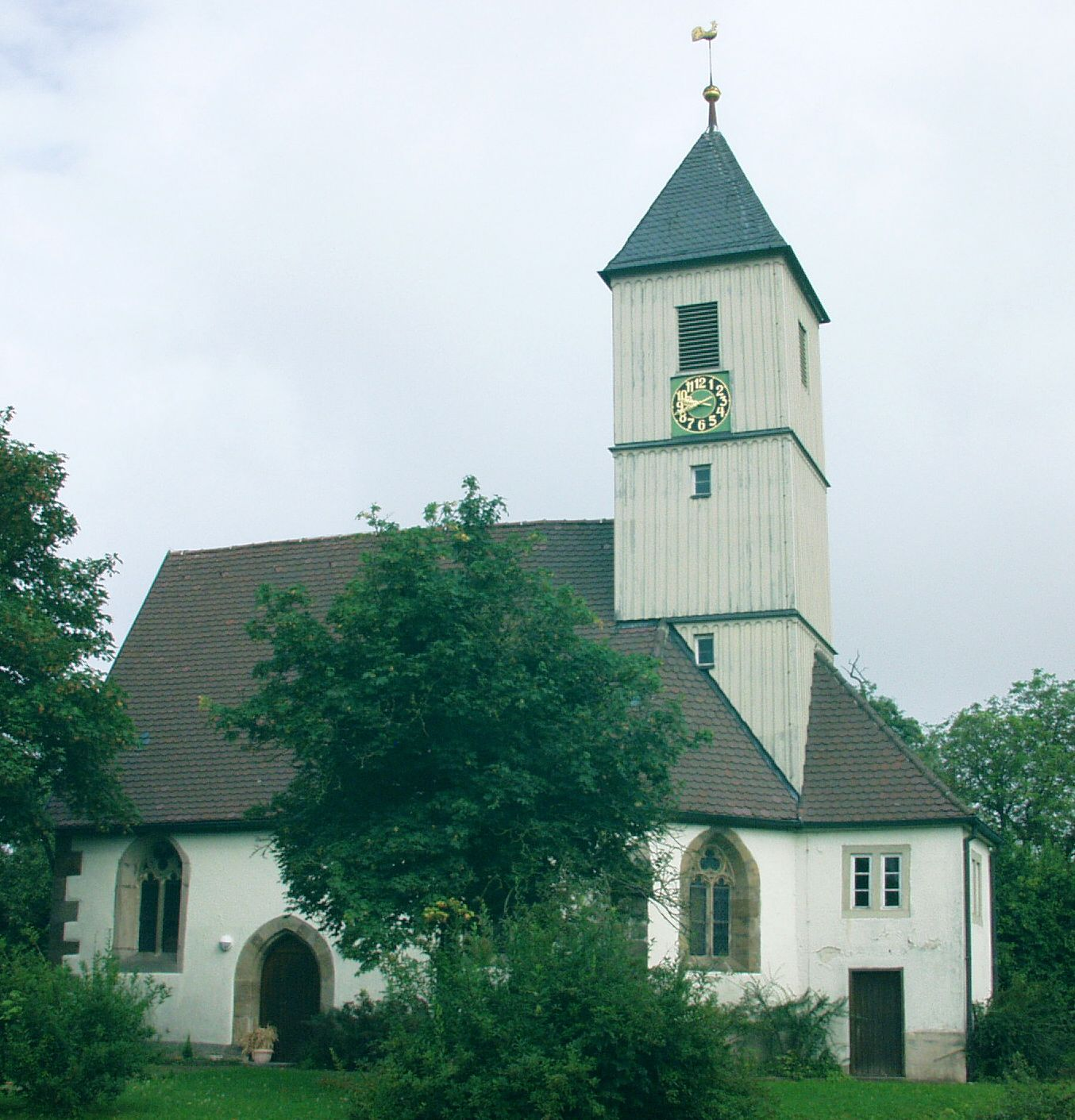
Kirche von Rienharz

## Persönlichkeiten

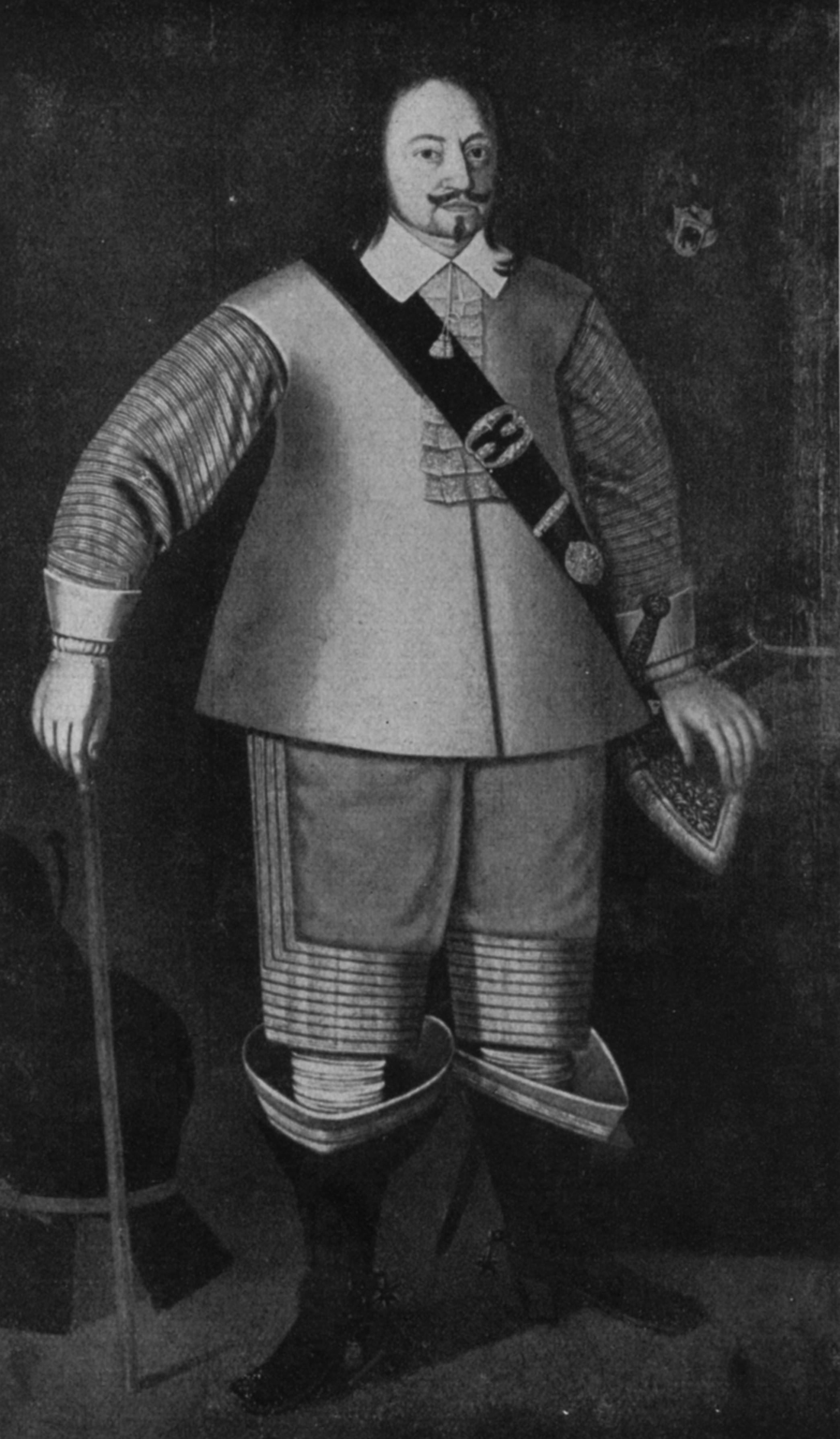
Georg Friedrich vom Holtz, württembergischer Offizier im Dreißigjährigen Krieg

### Söhne und Töchter der Gemeinde
- Gottfried Kinkel (1871–1932), württembergischer Landtagsabgeordneter
- Wilhelm Weismann (1900–1980), Komponist und Musikwissenschaftler
- Max Krämer (* 1990), deutscher Golfmeister Herren 2011
- Fabian Bruck (* 1992), Musiker

### Persönlichkeiten, die vor Ort wirkten oder wirken
- Georg Friedrich vom Holtz zu Niederholz (1597–1666), Offizier im Dreißigjährigen Krieg, wuchs im Ortsteil Adelstetten auf
- Wilhelmine Prinzessin von Württemberg (1777–1822), Hofdame und Ehefrau Wilhelm Friedrich Philipps von Württemberg, verbrachte ihre Jugend in Adelstetten
- Klaus Heininger (* 1961), Kommunalpolitiker, von 1983 bis 1988 Bauamtsleiter in Alfdorf
- Rüdiger Gamm (* 1971), Gedächtnis- und Mentaltrainer
- Florian Schöbinger (* 1986), ehemaliger Handballspieler in der Bundesliga (aktuell: San Francisco CalHeat Team Handball Club)